# おっさんのケーフェイ
『おっさんのケーフェイ』（英題：DYNAMITE WOLF）は、谷口恒平監督の日本映画。2017年制作、2019年2月16日公開。

## 概要
オリジナルビデオ作品やMOOSIC LAB作品『あの娘はサブカルチャーが好き』（2013年）を発表してきた、谷口恒平初の劇場用長編作品。大阪市の助成事業「CO2」の一環として制作され、撮影はすべて大阪府で行われている。助成金60万の足りない部分は監督、プロデューサーの自己資金とクラウドファンディングで集められ、谷口は“最後の自主制作作品”と位置付けている。キャッチフレーズは「おっさんの嘘が子供たちをガチにする!?」。
実録を謳う心霊作品を取ってきた経験から、谷口は真実と虚構のないまぜの世界を描くことを決めており、もともと心霊もののプロットだった。しかしマッスル坂井主催の『マッスル』を見てプロレスものに書き換えたという経緯がある。
タイトルに使用された「ケーフェイ」はプロレス業界の隠語。本作では、ないまぜの世界の象徴としてタイトルに使用されたが、協力プロレスラーの助言により劇中では使用せず、説明もされていない。これは使用者により意味合いが異なり、時にはプロレス批判に使用される言葉のため。谷口は「映画を観終わった時、皆さんが《ケーフェイ》を感じ取ってくれれば嬉しい」と述べている。

## ストーリー
小学生と自称プロレスラーの中年男によるプロレスを通じた交流を軸に、嘘と本当が混ざり合う瞬間を描いたコメディ。
小学生の大翔（ひろと）は夢中になれるものが何もなく冴えない日常を送っている。学校ではダンスに打ち込むクラスメイト・輝男からバカにされる。ある日の放課後。たまたま目についた道頓堀プロレスの試合会場に1人で入っていくと、そこではローカルプロレスの人気プロレスラー、ダイナマイトウルフの引退試合が行われていた。その試合を見て、大翔は今まで感じたことのない興奮を覚える。その帰り道、中学生に絡まれていた大翔は、たまたま河川敷で一人プロレスごっこをする謎の中年・坂田にプロレス技で助けられるのだが、坂田が見覚えのあるダイナマイトウルフのマスクを持っていたことで、友達を巻き込み、おっさんの元へプロレスを習いに通い詰める。しかしある日家族でテレビを見ていると、ダイナマイトウルフが市議会選挙に出るというニュースが流れ、そこでダイナマイトウルフは素顔を見せることになるのだが……。

## 登場人物
坂田光一
演 ‐ 川瀬陽太
河原で一人プロレスごっこを行う、よくわからないおじさん。その正体は!?
青木ヒロト
演 ‐ 松田優佑
河原で暇を持て余す、いけてない小学生。勉強が得意なわけでも運動が得意なわけでもない。一時ダンス部に入るも、そのノリについていけず挫折している。
森田真司
演 ‐ 赤城
市議会議員を目指すプロレスラー。
丸山拓巳
演 ‐ 小林陽翔
ヒロトのいけてない友人。
北山直哉
演 ‐ 埜田進
ヒロトのいけてない友人。
川島輝男
演 ‐ 神保舜莉紋
ダンスとラップが得意なイケてる小学生。ダンスはテレビ局にも取り上げられた。ヒロトのことをやや小ばかに扱う。
靖隆
演 ‐ 松浦祐也
輝男の父。PTA会長。
佳奈子
演 ‐ ぽんちくりん
輝男の母。丸顔の佳奈子
ダンス講師
演 ‐ MoMa
町のダンス教室の先生。テレビ取材が来るほどの実力者。
政仁
演 ‐ 渡辺厚人
ヒロトの父。教えは「嘘をつかない人になること」。
佳奈子
演 ‐ 富永茜
ヒロトの母。
道恵
演 ‐ 伊藤壽子
坂田の母親。息子はプロレスラーだと信じているようだ。
野洲圭吾
演 ‐ 原篤志
道頓堀プロレスで働くスタッフ。
ヒロトの担任
演 ‐ 小夏いっこ
ヒロトのクラスの担任教師。
JKリフレ嬢・サラ
演 ‐ 辻凪
新人嬢。いわゆるJKリフレとしては平均点の対応をするのだが。
JKリフレ嬢・リナ
演 ‐ 山下りな
金髪のリフレ嬢。プロレス技が的確で、リクエストに応じて強烈に締め上げる。
冨宅飛駈
演 ‐ 冨宅飛駈
空牙
演 ‐ 空牙
マグニチュード岸和田
演 ‐ マグニチュード岸和田
菊池悠人
演 ‐ 菊池悠人
スペル・デルフィン
演 ‐ スペル・デルフィン

## スタッフ
- 監督：谷口恒平
- 脚本：橋本夏
- アソシエイトプロデューサー：岡田真樹
- 撮影：金碩柱
- 照明：市川高穂
- 録音：松野泉
- 美術：塩川節子
- 編集：塩谷友幸
- 音楽：堀本陸、馬瀬みさき
- 制作：和田裕也
- 特別協力：道頓堀プロレス
- プロレス監修：空牙
- マスク、コスチューム制作：ドラゴン・ユウキ
- 制作：花園シネマ
- 配給：インターフィルム

## 音楽
- 主題歌：チッツ「メタルディスコ」作詞：ひっしー　作曲：チッツ（こんがりおんがく）